# Triacanthodes intermedius
Triacanthodes intermedius és una espècie de peix de la família dels triacantòdids i de l'ordre dels tetraodontiformes.

## Morfologia
- Els mascles poden assolir 7,1 cm de longitud total.[4][5]

## Hàbitat
És un peix marí i d'aigües profundes que viu entre 360-500 m de fondària.

## Distribució geogràfica
Es troba a Nova Caledònia.

## Observacions
És inofensiu per als humans.